# Seberi
Seberi é um município brasileiro localizado no norte do estado do Rio Grande do Sul. Pertence a região do Conselho Regional de Desenvolvimento do Médio Alto Uruguai (CODEMAU). Conta com uma população de 11.950 habitantes e sua área territorial abrange 301.032 km², a densidade demográfica do município é na ordem de 39,72 habitantes por km². O município registra alto Índice de Desenvolvimento Humano Municipal (0,723), comparável as Ilhas Maldivas e Filipinas. A taxa de escolarização no município, para pessoas entre 6 e 14 anos de idade, é na ordem de 98%.
O município pertence a região noroeste rio-grandense e é enquadrado na microrregião de Frederico Westphalen.

## História
O município, antes de sua emancipação, era um dos distritos de Palmeira das Missões, sendo mencionado na história local como uma das portas de entrada de colonos na Colônia Guarita. O local era chamado inicialmente de “Boca da Picada”, denominação logo substituída pelo topônimo "Fortaleza" e finalmente Seberi. O novo nome passou a ser utilizado somente a partir do ano de 1944 uma vez que seu nome anterior (Fortaleza) era utilizado na identificação de outra área.
Após isso, em 2023, por meio da Lei Estadual nº 15.996, de 31 de agosto de 2023, ficou declarado como nome honorífico de Seberi: "Fortaleza do Alto Uruguai"

## Infraestrutura urbana

### Praça João Francisco Borges
A Praça João Francisco Borges está localizada junto ao Ginásio Municipal de Esportes Luiz Julio Gemelli. A gestão municipal 2017-2020 protocolou no Ministério do Turismo o projeto desenvolvido pela arquiteta municipal Janaína Karpinski.
O projeto de revitalização conta com espaço para caminhada, playground, futebol, ciclovia, áreas de lazer, arborização, paisagismo, academia e iluminação para a praça João Francisco Borges.

## Política

### Prefeitos
- Marcelo Zanchet: 1959 - 1964
- Túlio Luis Zanchet: 1964 - 1969
- Casemiro Milani (ARENA): 1969 - 1973
- Odilon Osório de Oliveira (ARENA): 1973 - 1976
- José Alves de Sousa (ARENA): 1977 - 1982
- Vilson de Melo (PDS): 1983 - 1988
- José Alves de Sousa (PDS): 1989 - 1992
- Luis João Queirós (MDB): 1993 - 1996
- Alceo Bonadiman (PP): 1997- 2004
- Marcelino Galvão Bueno Sobrinho (MDB): 2005 - 2012
- Renato Gemelli Bonadiman (PP): 2013 - 2016
- Cleiton Bonadiman (MDB): 2017 - 2020
- Adilson Adam Balestrim (MDB): 2021 - 2028

### Acontecimentos políticos
Em 2020 o Tribunal Superior Eleitoral (TSE) cassou a chapa eleita em 2016. Os chefes do executivo, Cleiton Bonadiman, prefeito e Marcelino Galvão Bueno Sobrinho, vice-prefeito, foram cassados em julgamento realizado pelo TSE em 19 de junho de 2020 O Ministério Público acusou Cleiton Bonadiman (MDB) e seu vice-prefeito, de receberem verbas de campanha sem origem definida. O TSE considerou que o montante de R$ 55.644,91, que não tiverem origem definida (depositados em espécie na conta de campanha) representaram 83,23% do total de gastos da campanha e, portanto, afetaram a legitimidade da eleição municipal.

## Cultura

### Festa Literária de Seberi
Em 2015 ocorreu o lançamento da primeira Festa Literária de Seberi (FLIS). A FLIS é um evento de natureza multi-cultural, que busca expressar-se a partir do universo dos livros e da leitura, em um encontro com todas as outras manifestações artísticas. A feira foi proposta para consolidar-se como um evento multicultural que parte da proposta de realização continuada de uma feira do livro, mas que proporciona, além do espaço voltado a divulgação, comercialização e intercâmbio de obras de literatura, a oferta de atrações variadas do campo legitimamente cultural. Atualmente a feira já está em sua III edição realizada. Atividades que são desenvolvidas estão a feira do livro, encontro com escritores, teatro, música, espaços de leitura, contação de histórias, mostra de fotografias e de trabalhos pedagógicos. 

## Educação
A cidade conta instituições educacionais que ofertam todos os níveis de ensino, desde a pré-escola até pós-graduação. Segundo dados da Fundação de Economia e Estatística do Rio Grande do Sul a taxa de alfabetização da população maior de 15 anos ultrapassava 92% no ano de 2010. Em 2021 a cidade é servida por 1 escola pública de ensino médio, 32 docentes de ensino médio e 6 escolas de ensino fundamental com um total de 88 docentes atuando no ensino fundamental.